# Décès en 1366
Décès
- 1362
- 1363
- 1364
- 1365
- 1366
- 1367
- 1368
- 1369
- 1370

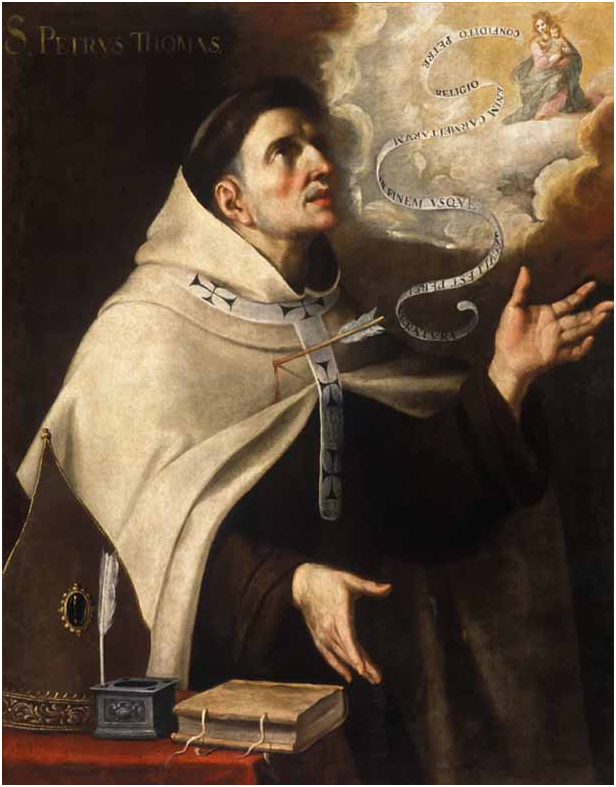
Pierre Thomas, mort en 1366.

Cette page dresse une liste de personnalités mortes au cours de l'année 1366 :
- 3 janvier: Pierre Thomas, évêque de Patti et Lipari, patriarche latin de Constantinople.
- 18 janvier : Seguin de Badefol, chef routier.
- 21 janvier ou 2 avril : Alamand de Saint-Jeoire, évêque de Genève
- 25 janvier : Henri Suso, théologien mystique suisse.
- 23 février : Robert Paynel, évêque de Tréguier, puis évêque de Nantes.
- 19 mai : Frédéric II de Truhendingen, prince-évêque de Bamberg.
- 20 mai : Marie de Calabre, duchesse consort de Durrës ainsi qu'une princesse de Naples.
- 25 mai : Arnaud de Cervole dit l'Archiprêtre, homme de guerre de la guerre de Cent Ans, un célèbre chef de grandes compagnies et un audacieux partisan français.
- 21 juin : William de la Pole, riche marchand de laine de Kingston-upon-Hull (Hull), en Angleterre.
- 28 septembre : Gérard II de Schaumbourg, évêque de Minden.
- 23 novembre : Gasan Jōseki, maître japonais de l'école sōtō du bouddhisme zen.
- 21 décembre : Jean de France, prince français, dauphin de Viennois.
- 27 ou 28 décembre : Conrad Ier d’Oleśnica, duc de Głogów et de Grande-Pologne, duc d’Oleśnica, de Gniezno et de Kalisz, duc de Namysłów, duc d’Oleśnica et de Namysłów, duc d’Oleśnica, duc d’Oleśnica et de Koźle.

- Robert IV de Beu, 4e vicomte de Beu.
- Richard de la Vache, chevalier de l'Ordre de la Jarretière, intendant de la forêt de Sherwood, puis connétable à vie de la tour de Londres.
- Ulrich IV de Wurtemberg, comte de Wurtemberg.
- Nardo di Cione, peintre et un architecte florentin.
- Giovanni di Vico, chef italien des Gibelins, préfet de Rome, seigneur de Viterbe, de Vetralla, d'Orvieto, de Narni, de Civitavecchia  et de nombreuses autres terres au nord du Latium et de l’Ombrie.
- Taddeo Gaddi, peintre et mosaïste italien de l'école florentine.
- Muhammad ben Yaqub, sultan de la dynastie mérinide.
- Léonce Pilate, érudit calabrais grec d'Italie méridionale, premier professeur de grec en Europe occidentale.
- Soriyoteï Ier, prince Sri Suriya Daya souverain de l’Empire khmer.
- Soriyovong Ier, roi Khmer.
- Albert Sterz, militaire et condottiere allemand.
- Tokusai, peintre japonais.

date incertaine (vers 1366)
- Jean II de Bueil, chevalier, seigneur de Bueil.

## Crédit d'auteurs
- Cet article est partiellement ou en totalité issu de l'article intitulé « 1366 » (voir la liste des auteurs).